# Aneuretinae
Aneuretinae – podrodzina mrówek obejmująca 5 opisanych rodzajów.

## Rodzaje
- Aneuretellus Dlussky, 1988
- Aneuretus Emery, 1893
- Mianeuretus Carpenter, 1930
- Paraneuretus Wheeler, 1915
- Protaneuretus Wheeler, 1915